# Force multinationale mixte
Pour les articles homonymes, voir FMM.
La Force multinationale mixte (FMM) est une force armée composée d'éléments de cinq forces armées africaines en 2015. Elle est également connue sous son appellation anglaise Multinational Joint Task Force (MNJTF).
Depuis 2015, son quartier général est situé à N'Djaména, au Tchad.

## Histoire

### Fondation

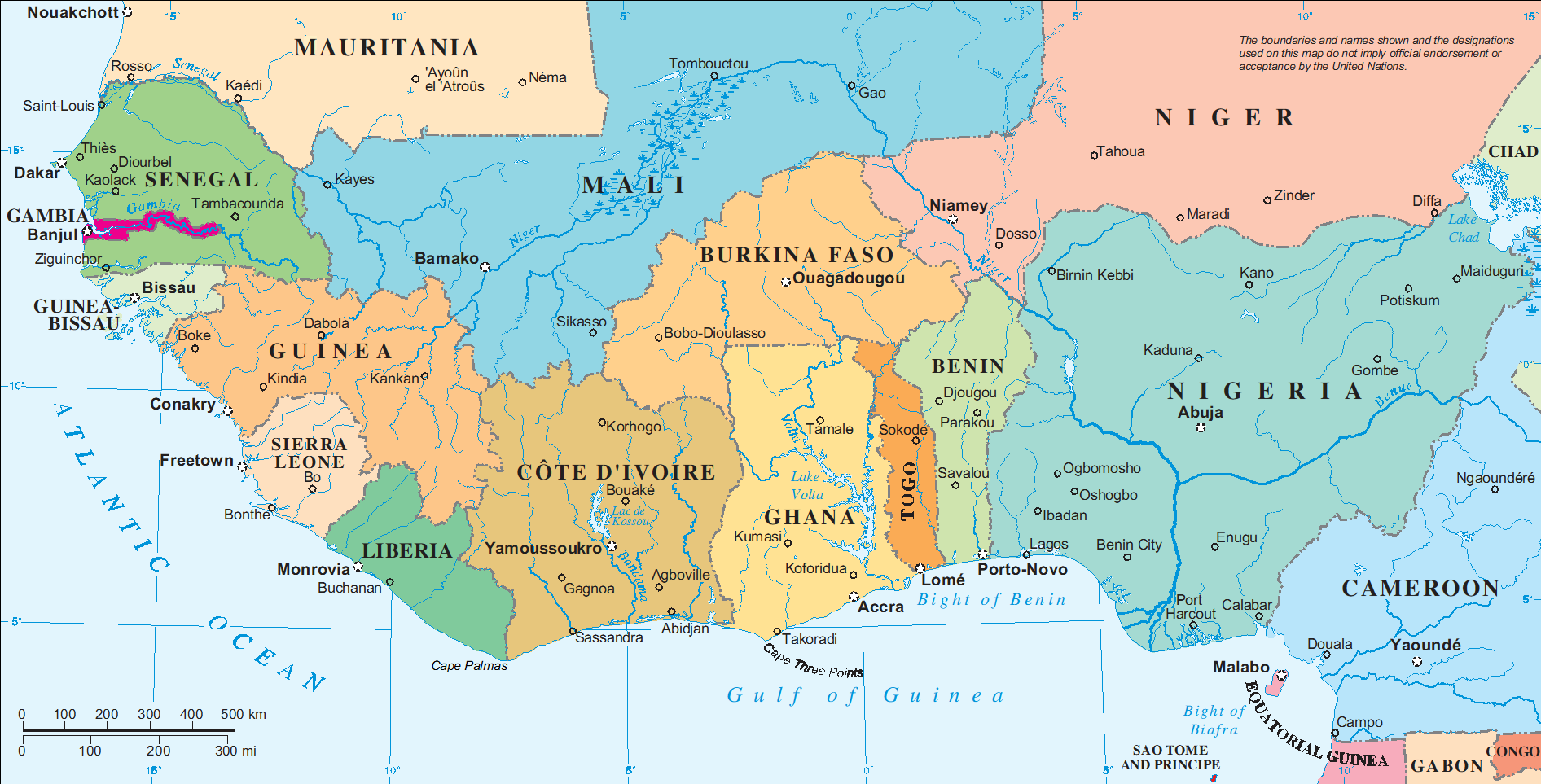
Carte politique de l'Afrique de l'Ouest.

La FMM a été fondée le 21 mars 1994 pour lutter contre la criminalité et le grand banditisme dans la région sous l'égide de la Commission du bassin du lac Tchad (CBLT).
La force n'est mise en place qu'en 1998 mais restera léthargique, son activité se limitant à l'organisation de quelques patrouilles, d'autant que le Cameroun, qui est alors en très mauvais terme avec le Nigeria, ne participe pas.
Le siège de cette force est alors installé à Baga au Nigeria.

### Lutte contre Boko Haram
L'insurrection islamiste dans le nord du Nigeria s'intensifie dans la deuxième moitié des années 2000 avec la montée en puissance de la secte de Boko Haram et la FMM est réactivée en 2012 et son mandat élargi à la lutte contre la secte islamiste
En janvier 2015, la base de Baga est détruite par une attaque de Boko Haram ; le Tchad et le Niger se retirent de la FMM en raison de l'incapacité du Nigeria à faire face aux groupes armés sur son sol. Le Tchad redéploie ses troupes sur deux fronts : aux frontières camerounaise et nigérienne.
Après plusieurs vagues d'attentats, de victoires et de défenses, cinq pays se mettent d'accord pour « construire une alliance régionale forte pour affronter Boko Haram ».
Sa mise en place sous sa forme actuelle pour lutter contre Boko Haram est décidée lors du sommet extraordinaire des chefs d’État et de gouvernements des pays membres de la CBLT et du Bénin qui s’est tenu à Niamey (Niger) le 7 octobre 2014. Le Conseil de paix et de sécurité (CPS) de l’Union africaine (UA) a officiellement approuvé son établissement le 25 novembre 2014.
Bien que la FMM soit une initiative de la CBLT, seuls quatre des cinq pays membres de plein droit, à savoir le Cameroun, le Niger, le Nigéria et le Tchad, en sont parties prenantes auxquels s’est adjoint un pays non membre, le Bénin. De ce fait, la FMM est en fait surtout une coalition d’États ad hoc. La menace commune étant concentrée aux abords du lac Tchad, la CBLT a été choisie comme cadre institutionnel, mais il s'agit plutôt d'un choix par défaut. Ainsi, si la CBLT est censée en assurer le pilotage politique, elle ne joue dans les faits aucun rôle au profit de l'UA qui assure le pilotage stratégique de la FMM. C’est notamment par le canal de l’UA que doivent transiter les contributions financières apportées à la FMM.
Le déploiement de la FMM doit compter 8 700 militaires, policiers et civils, avec un siège militaire à N'Djaména.
En janvier 2016, le commandement de la FMM passe au major-général nigérian Lamidi Adeosun. En juillet 2017, ce dernier est remplacé par le général de division Leo Irabor, lui-même remplacé en août 2018 par le major-général C.O. Ude.

## Organisation et opérations militaires
Chaque contingent qui la constitue est déployé sur son territoire national et opère en priorité sur ce dernier.
Quatre secteurs ont été définis, correspondant à chacun des pays riverains du lac Tchad :
- le secteur no 1, dont le commandement est dans la ville camerounaise de Mora (Cameroun)
- le secteur no 2, dont le commandement est dans la ville de Baga-Sola (Tchad)
- le secteur no 3, dont le commandement est dans la ville de Baga (Nigeria)
- le secteur no 4, dont le commandement est dans la ville de Diffa (Niger).

Les opérations menées :
- mois de juin 2016 : opération Gama Aiki (« achever le travail » en langue haoussa) a été initiée par la FMM[4].
- opération Amni Fakat, donc l'objectif est de libérer les îles isolées du lac Tchad qui sont actuellement des sanctuaires pour Boko Haram.

Le commandant de la force est nigérian, son adjoint est camerounais et l'état-major est établi à N'djaména.